# Puente de suspensión simple
Un puente de suspensión simple (también denominado puente de cuerda o puente de catenaria) es un tipo primitivo de puente en el que el tablero descansa sobre dos cables portantes paralelos, que están anclados en cada extremo. No poseen torres ni estribos. Los cables describen un arco de catenaria descendente poco profundo, que se acomoda en respuesta a las cargas dinámicas que se desplazan sobre la plataforma del puente.
El arco de la plataforma y su gran deformación cuando soporta cargas, hacen que estos puentes no sean adecuados para el tráfico de vehículos o ferrocarriles, y su usó está restringido al tráfico peatonal. Por seguridad, están construidos con cables que sirven de pasamanos, apoyados en pilares cortos en cada extremo y paralelos a los cables de carga. En algunos casos, pueden ser el elemento principal que soporta la carga, con la plataforma suspendida por debajo. Los puentes de suspensión simple se consideran los más eficientes y de diseño sostenible en regiones rurales, especialmente para los cruces de ríos que se encuentran en una topografía que no es un terreno inundable, como las gargantas.

## Comparación con otros tipos

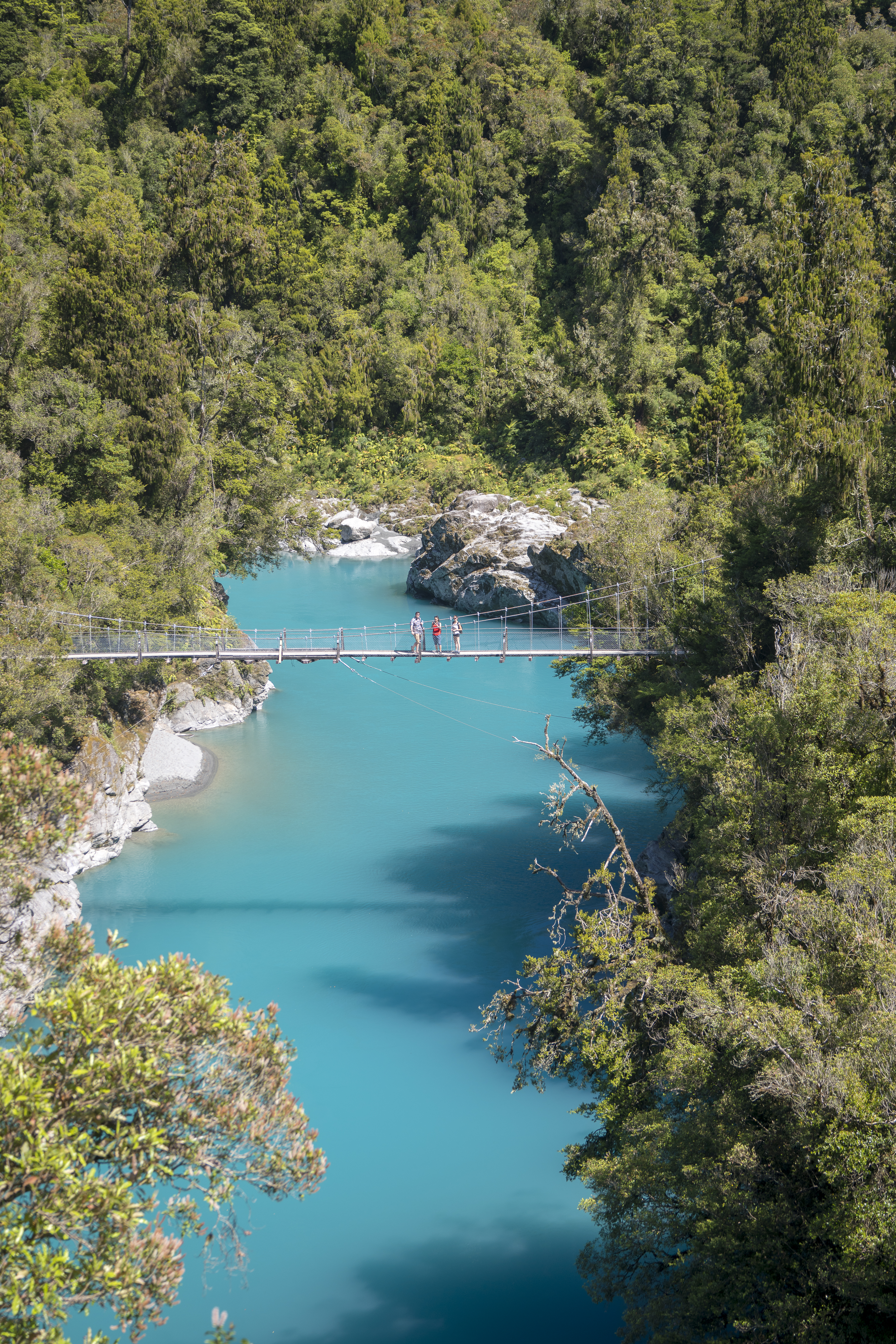
Un puente de suspensión simple en la garganta de Hokitika, en la región de la Costa Oeste de Nueva Zelanda

En algunos contextos, el término puente de suspensión simple hace referencia a que el tablero de la estructura no está rigidizado. Aunque los puentes colgantes simples y los puentes de plataforma suspendida "simples" son similares en muchos aspectos, difieren en su comportamiento mecánico. En un puente de suspensión simple, los cables principales (o cadenas) siguen una curva hiperbólica, la catenaria. Esto se debe a que los cables principales cuelgan libremente. Por el contrario, en un puente de tablero suspendido (ya sea "simple" o no) los cables principales describen una curva parabólica. Esto se debe a que los cables principales están atados a intervalos uniformes a la plataforma del puente, que se encuentra situada por debajo (consúltese curva de una cadena en suspensión).
Las diferencias entre estas dos curvas fueron una cuestión de importancia en el siglo XVII, investigada por Isaac Newton. La solución fue encontrada en 1691 por Gottfried Leibniz, Christiaan Huygens y Johann Bernoulli, que dedujeron la ecuación en respuesta a un desafío de Jakob Bernoulli. Sus soluciones se publicaron en el Acta Eruditorum de junio de 1691.
Una banda tesa también tiene una o más curvas de catenaria y una plataforma tendida sobre los cables principales. Sin embargo, a diferencia de un puente colgante simple, la banda tesa utiliza una plataforma rígida, generalmente debido a la adición de elementos de compresión (losas de hormigón) colocadas sobre los cables principales. Esta rigidez permite que el puente sea mucho más pesado, más ancho y más estable.

## Historia
El puente colgante simple es el tipo más antiguo conocido de puente colgante e, ignorando la posibilidad de contactos transoceánicos precolombinos, hubo al menos dos invenciones independientes del puente colgante simple, en el entorno del Himalaya y en América del Sur.

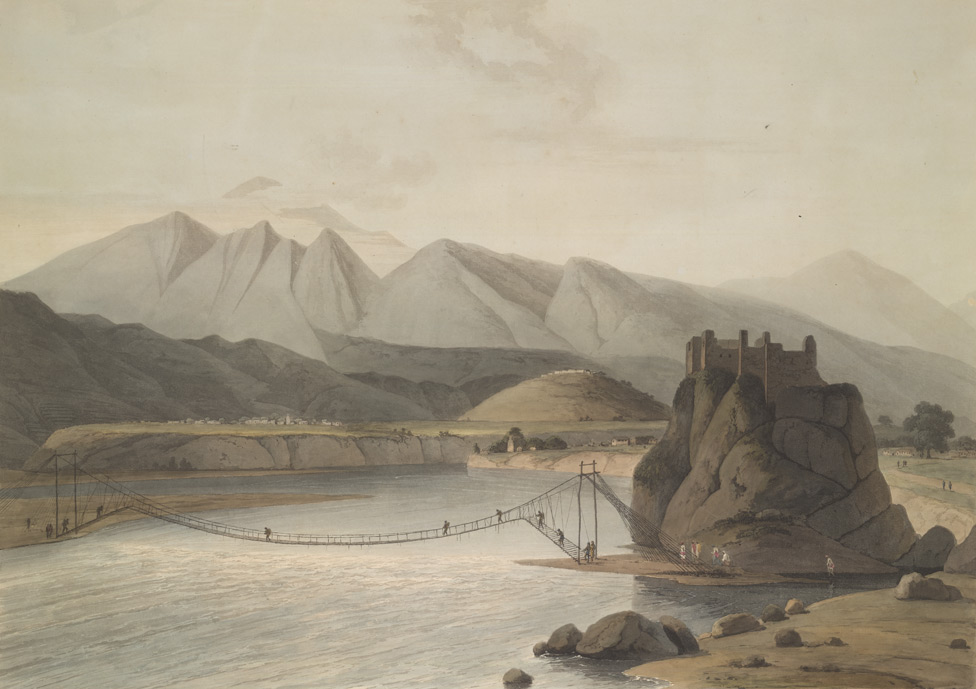
Puente de cuerdas del en Srinagar, reino de Garhwal

La primera referencia a los puentes colgantes aparece en los registros de la Dinastía Han sobre los viajes de las misiones diplomáticas chinas a los países en la franja occidental y sur del Himalaya, a saber, la cordillera del Hindú Kush en Afganistán, y las tierras de Gandhara y Gilgit. Eran puentes de suspensión simple de tres o más cuerdas hechas de fibras vegetales, y la gente caminaba directamente sobre las cuerdas para cruzar. Más adelante también se utilizaron tarimas hechas de tablones que descansaban sobre dos cables.

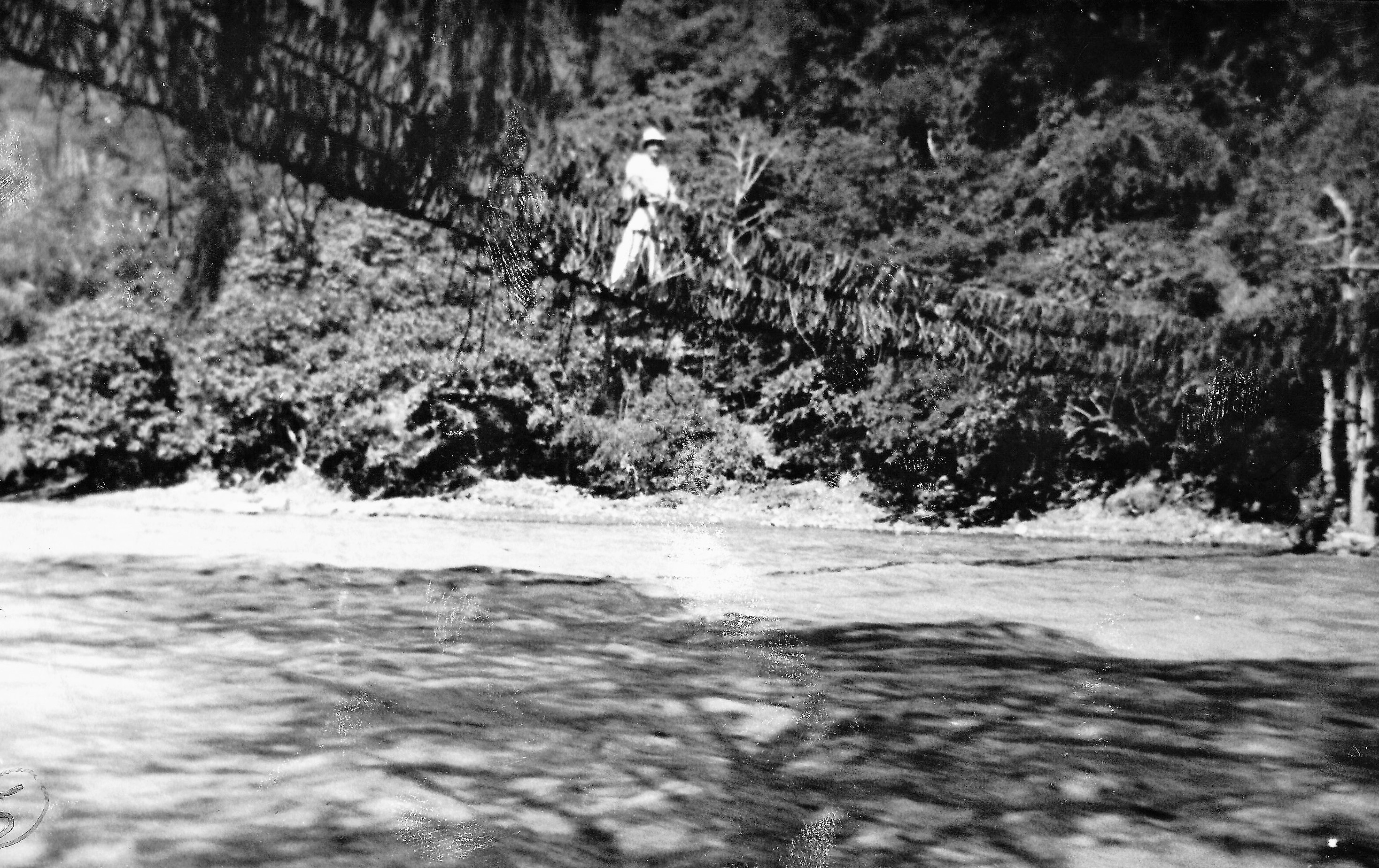
Puente de suspensión simple sobre el río Cuanana, Yosondua, Oaxaca, México

En América del Sur, los puentes de cuerda incas son anteriores a la llegada de los españoles a la cordillera de los Andes en el siglo XVI. El puente colgante más antiguo que se conoce en el Nuevo Mundo está en América Central y data del siglo VII (véase puente maya en Yaxchilan).
Los puentes suspendidos simples que utilizan cadenas de hierro  también se documentan en el Tíbet y en China. Un puente en el alto Yangtze se remonta al siglo VII. Varias pasarelas suspendidas se atribuyen al monje tibetano Thang Tong Gyalpo, quien supuestamente construyó algunas en el Tíbet y en Bután en el siglo XV, incluida una en Chushul Chakzam y otra en Chuka. Otro ejemplo, el puente de Luding, que data de 1703, con una longitud de 100 m y 11 cadenas de hierro.

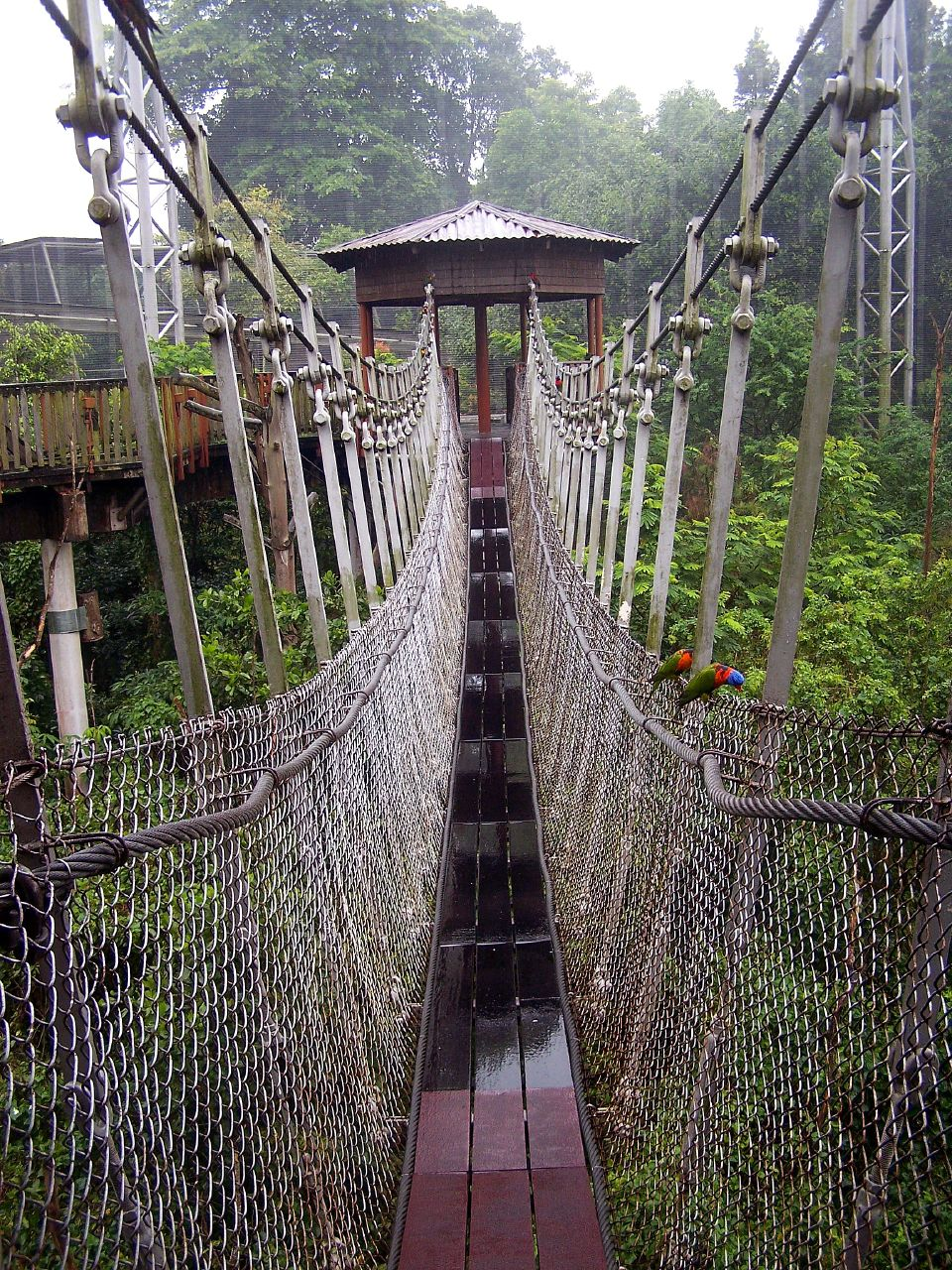
Puente de cuerda del Jurong Bird Park

El desarrollo de los puentes colgantes de cables de alambre se remonta al puente provisional construido por Marc Seguin y sus hermanos en 1822 en Annonay, aunque medía tan solo 18 m. Sin embargo, los diseños de puentes suspendidos simples quedaron rápidamente obsoletos en gran medida debido a la invención patentada en el siglo XIX de los puentes con tablero por el ingeniero James Finley. Una pintura inglesa de finales del siglo XVIII muestra un puente en Srinagar, entonces parte del reino de Garhwal, y anticipa la invención del puente de plataforma suspendida. Este inusual puente, construido en una llanura aluvial, tenía unas rampas de plataforma suspendidas que se usaban para acceder a un puente de suspensión simple sostenido por torres.

## Materiales
Históricamente, su primera denominación hace referencia a que estos puentes se construían valiéndose de cuerdas. Pasarelas similares a los puentes de cuerda incas todavía se realizan en algunas áreas de América del Sur a partir de materiales nativos, principalmente cuerdas. Estos puentes de cuerda deben renovarse periódicamente debido a la vida útil limitada de los materiales, y es habitual que distintos grupos familiares fabriquen elementos de cuerda como contribuciones a un esfuerzo comunitario.
Los puentes suspendidos simples para el uso de peatones y de ganado todavía se construyen basándose en el diseño del antiguo puente de cuerda inca, pero utilizando cables de acero y, a veces, plataformas de rejilla de acero o de aluminio en lugar de madera.

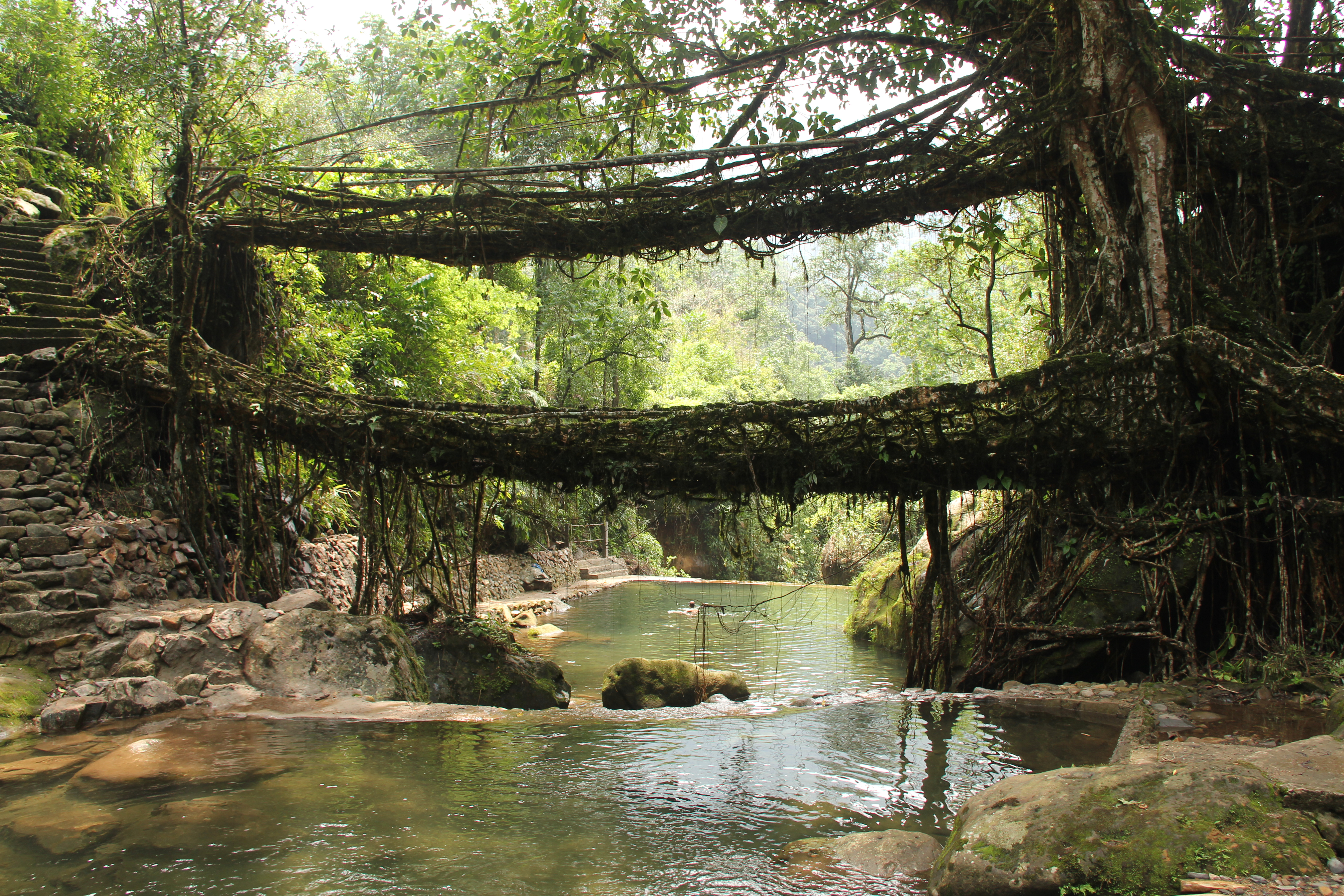
Puentes de raíces vivas en la localidad de Nongriat, Meghalaya

En los puentes modernos, los materiales utilizados en lugar de la cuerda (de fibra) incluyen cables de acero, cadenas y vigas de acero articuladas para fines especiales.

### Puentes vivientes
En el estado de Meghalaya, en el noreste de la India, pueblos de las tribus khasi y jaintia han creado puentes de raíces vivas, que es una forma de escultura arbórea. Aquí, se tienden puentes suspendidos simples entrelazando las raíces aéreas de la especie de árbol de higuera Ficus elastica a través de los cursos de agua. Existen ejemplos que salvan vanos de más de 170 pies (52 m). De forma natural, se renuevan y fortalecen a sí mismos a medida que las raíces se hacen más gruesas, y se cree que algunas de estas pasarelas tienen más de 500 años.
En el valle de Iya (Japón), se han construido puentes utilizando unas enredaderas denominadas wisterias. Para construir un puente de este tipo, estas enredaderas se plantaron en lados opuestos de un río y se tejieron juntas cuando crecieron lo suficiente como para salvar la distancia entre las dos orillas. La adición de tablones permite obtener una pasarela realmente útil.

## Diseño

En un puente de suspensión simple, la plataforma descansa directamente sobre los cables principales

En un puente colgante, la plataforma se sitúa por debajo de los cables principales mediante una serie de "tirantes" verticales

Comparación de una catenaria (curva punteada negra) y una parábola (curva sólida roja) con el mismo vano y la misma flecha. La catenaria representa el perfil de un puente de suspensión simple, o el cable de un puente colgante de plataforma suspendida en el que su plataforma y sus tirantes tienen una masa insignificante en comparación con la del cable. La parábola representa el perfil del cable de un puente colgante de plataforma suspendida, en el que su cable y sus soportes tienen una masa insignificante en comparación con la de la plataforma

El arco del tablero del puente varía entre una catenaria y una parábola, dependiendo de si la plataforma está sujeta directamente a los cables, o bien se cuelga de estos mediante unos tirantes verticales. Cuanto mayor sea el peso del tablero con respecto a los cables principales, más se parecerá la curva a una parábola. 
Los puentes más ligeros de este tipo consisten en una sola cuerda o cable y nada más. Se utilizan en espectáculos de funambulismo o en actividades deportivas como el slackline (cuerda tensa), y requieren habilidad para usarlos. Un primer diseño más práctico consiste en que la cuerda para los pies va acompañada de una o dos cuerdas más como pasamanos, conectadas a intervalos por cuerdas laterales verticales. Este estilo es utilizado por los montañistas y se emplea ampliamente en Nueva Zelanda en rutas a pie, donde se conocen como 'puentes de tres alambres'. Una variación un poco más pesada tiene dos cuerdas que sostienen una plataforma y dos pasamanos. Los pasamanos son necesarios porque estos puentes tienden a oscilar de lado a lado y de un extremo a otro. En raras ocasiones, la cuerda para los pies (o una cuerda para los pies más pasamanos) se combina con una cuerda superior similar a una tirolesa (véase también vía cordada).
En algunos casos, como en el puente colgante de Capilano, los soportes primarios forman los pasamanos, con la plataforma suspendida debajo de ellos.  Esto genera más movimiento de lado a lado en la plataforma que cuando los soportes primarios están al nivel de la plataforma, pero menos movimiento en los pasamanos.
Las desventajas relacionadas con los puentes de suspensión simple son muy grandes. La ubicación de la plataforma es limitada, generalmente se requieren anclajes y estribos masivos, y la carga produce una deformación transitoria de la plataforma. Las soluciones a estos problemas llevaron a una amplia variedad de métodos para rigidizar la plataforma, que resultaron en varios otros tipos de puentes colgantes como la banda tesa, que está estrechamente relacionada con un puente de suspensión simple pero que tiene una plataforma rígida adecuada para el tráfico de vehículos.
Un puente muy ligero, construido con cables tensados, puede acercarse a un tablero en la pendiente casi horizontal de su plataforma.
El puente puede rigidizarse mediante la adición de cables que no soporten las cargas vivas o estructurales primarias y, por lo tanto, pueden ser relativamente ligeros. Estos cables también añaden estabilidad frente al viento. Un ejemplo es el puente de 220 metros (721,8 pies) de luz sobre el río Drac en Lac de Monteynard-Avignonet: este puente posee cables estabilizadores debajo y al costado del tablero.
Para reducir el movimiento de torsión producido por el tránsito de los usuarios, a veces se disponen unos cables anclados en el terreno de los extremos del puente hacia su centro.

## Utilización

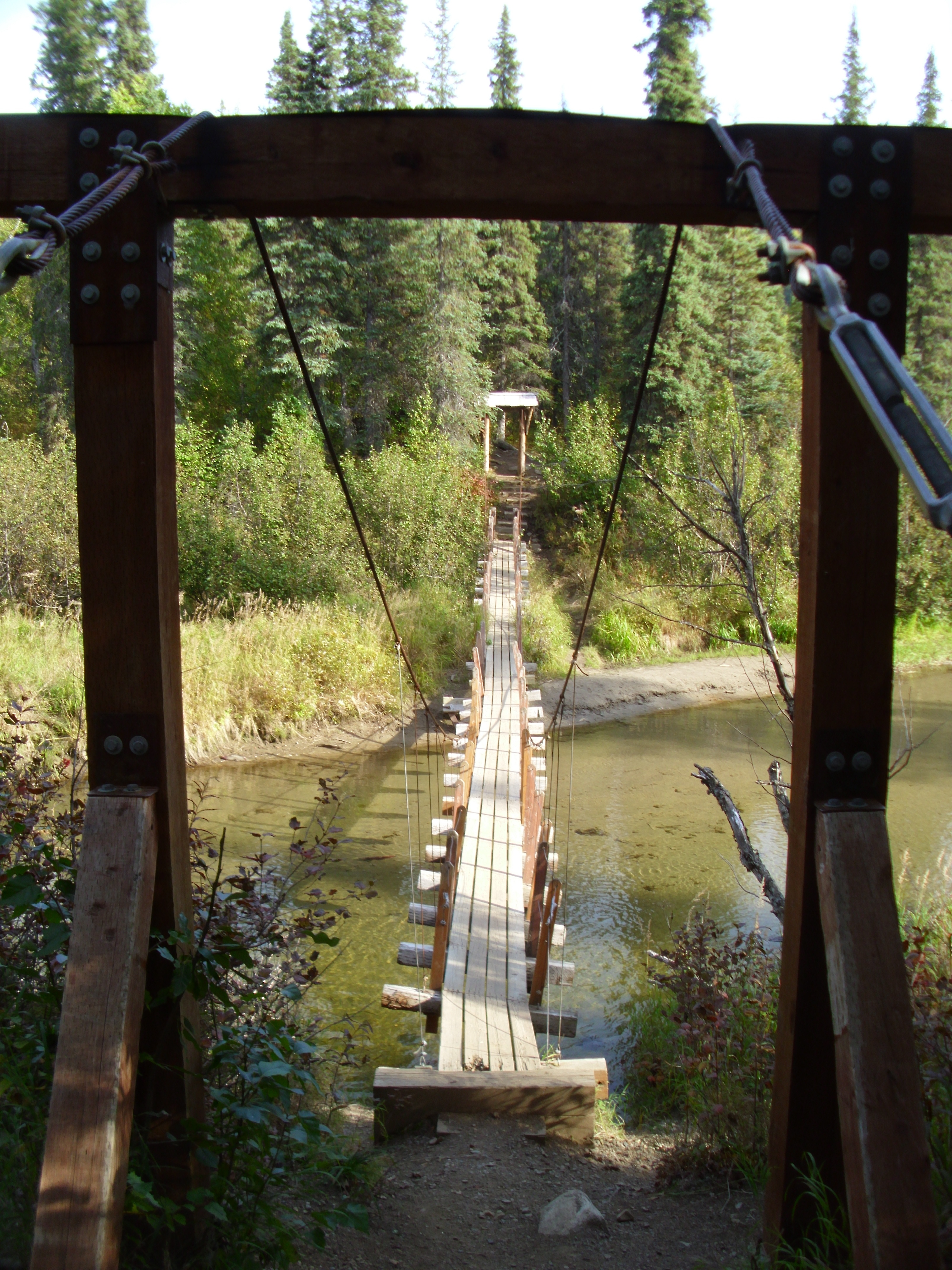
Cruzando un arroyo, en el Parque Estatal Denali, Alaska. El diseño limita el impacto del sendero en las importantes migraciones de salmón en el arroyo

Los más ligeros de estos puentes, sin tarima, son aptos para uso exclusivo de peatones. Los puentes ligeros con tarima y la tensión suficiente también pueden ser utilizados por el ganado, jinetes y ciclistas. Caminar por uno de estos puentes ligeros a un ritmo razonable puede requerir adoptar un paso particular, ya que determinadas frecuencias de los pasos al caminar pueden inducir la propagación de ondas, provocando que el viajero se incline incómodamente hacia arriba y hacia abajo o de lado a lado.
Los puentes colgantes simples tienen aplicaciones en actividades al aire libre, y se han convertido en una opción popular para senderos en las copas de los árboles y, donde el terreno es adecuado, para cruces de arroyos. Pueden diseñarse sin estabilizar para que el libre movimiento del puente proporcione una experiencia más interesante para el usuario.
En francés, un puente suspendido simple rudimentario se conoce con uno de estos tres nombres, dependiendo de su forma: pont himalayen ("puente del Himalaya": una sola cuerda para pies y pasamanos en ambos lados, generalmente sin cubierta); pont de singe ("puente de mono: una cuerda para los pies con una cuerda sobre la cabeza); y tyrolienne ("tirolina": una tirolina). Las tirolinas se pueden atravesar colgando por debajo del cable o caminando (por individuos con un equilibrio excepcional). Una versión más desarrollada del puente del himalaya, provista de una plataforma entre un par de cables principales, se conoce como passerelle himalayenne, "pasarela del Himalaya"). Ejemplos de este tipo incluyen dos puentes en Lac de Monteynard-Avignonet en los Alpes franceses; estos puentes son excepcionalmente largos, si se comparan con otras pasarelas de la misma clase.

## Puentes notables
Los puentes suspendidos simples notables incluyen:
| Nombre                                     | Luz                   | Año de construcción |
| ------------------------------------------ | --------------------- | ------------------- |
| Puente colgante de Capilano                | 136 metros (148,7 yd) | 1888                |
| Puente oleoducto Arroyo Cangrejillo        | 337 metros (368,5 yd) | 1998                |
| Puente Drac en Lac de Monteynard-Avignonet | 220 metros (240,6 yd) | 2007                |
| Puente de cuerda Carrick-a-Rede            | 20 metros (21,9 yd)   | reconstruido 2008   |
| Puente tibetano Cesana Torinese-Claviere   | 478 metros (522,7 yd) | 2006                |
| Ponte nel Cielo                            | 234 metros (767 ft)   | 2018                |
| Puente Charles Kuonen                      | 494 metros (1620 ft)  | 2017                |
| Pasarela de Baglung Parbat                 | 567 metros (1860 ft)  | 2020                |
| Puente 516 Arouca                          | 516 metros (1693 ft)  | 2021                |

## Galería

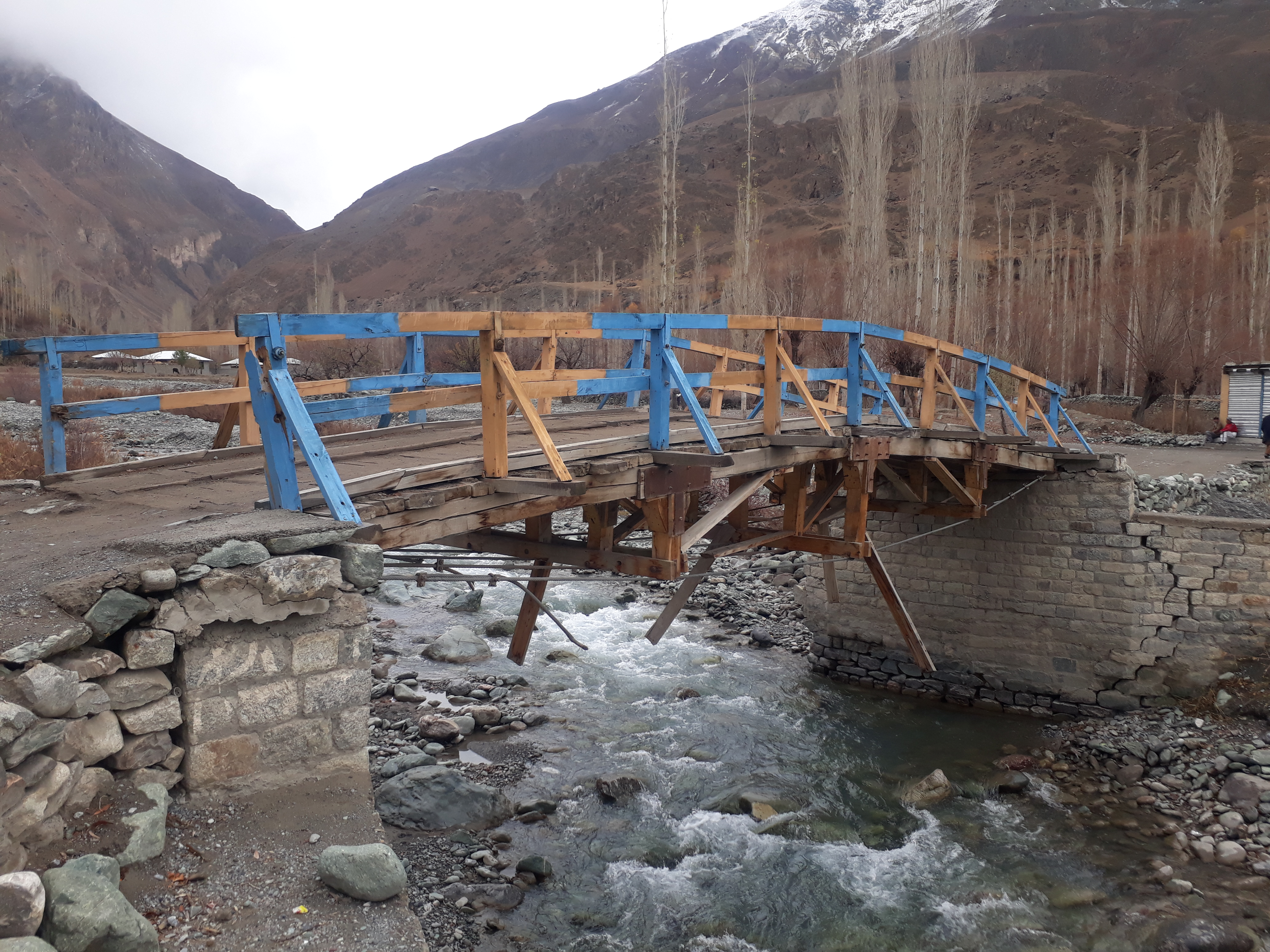
Puentes con diseño de plataforma bajo cuerda situados a corta distancia
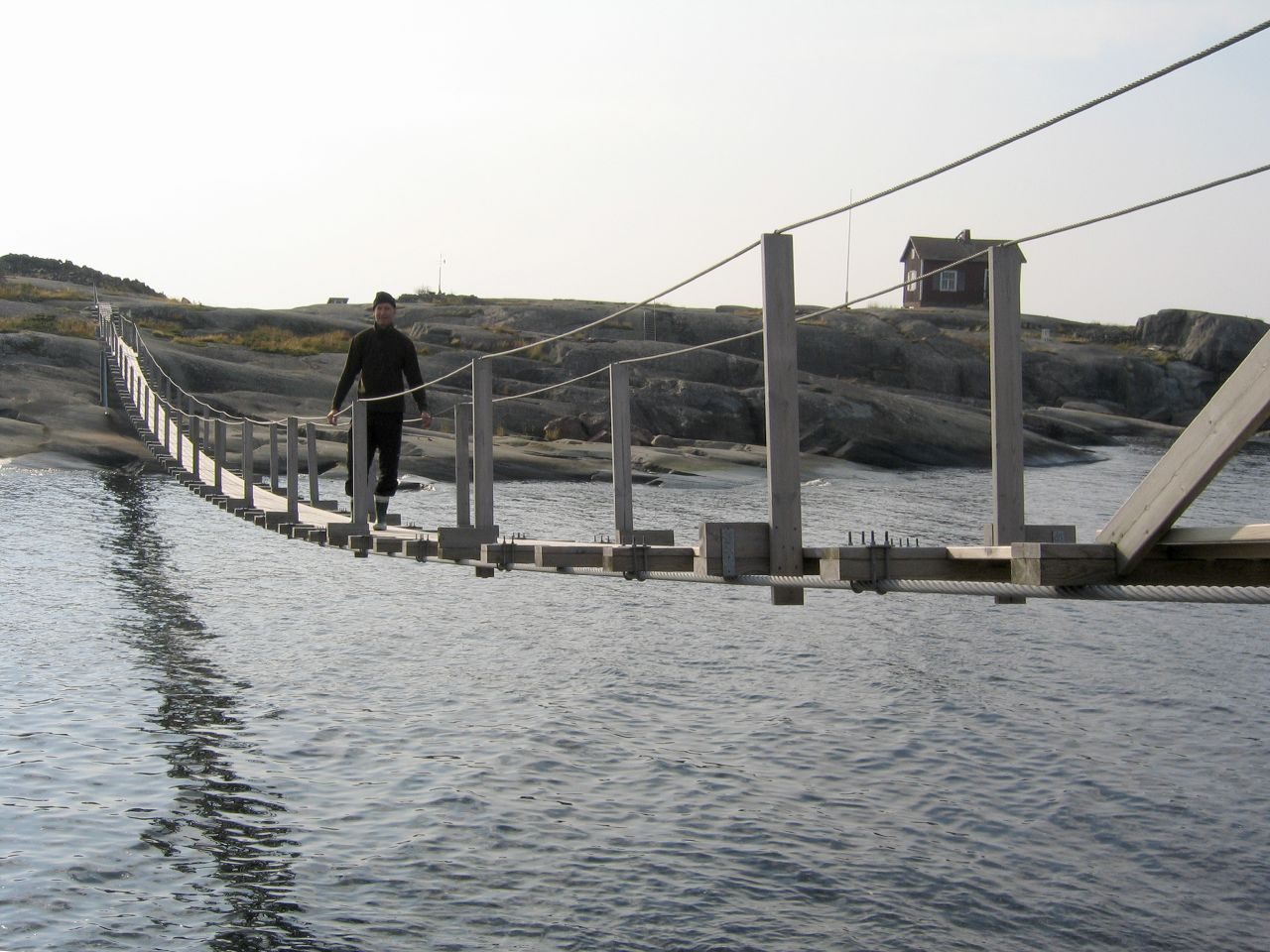
Una pasarela suspendida simple en Finlandia
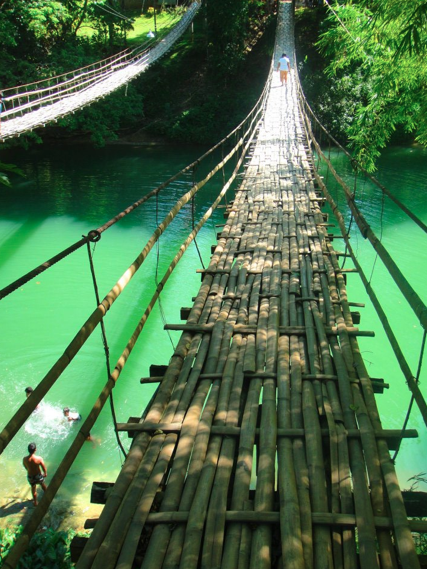
Un puente suspendido simple en Bohól, Filipinas
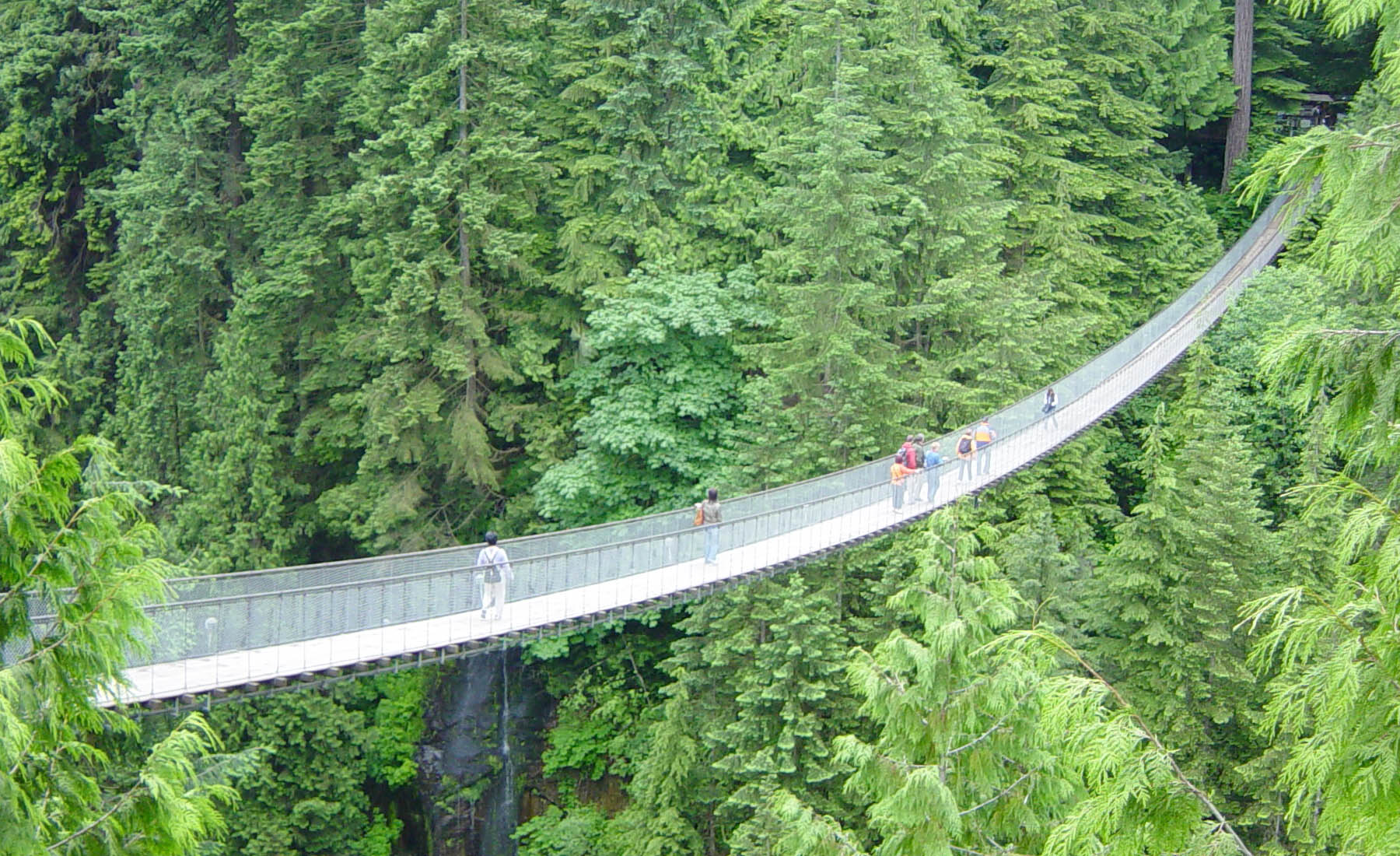
Puente colgante de Capilano, soportado por sus cables de los pasamanos
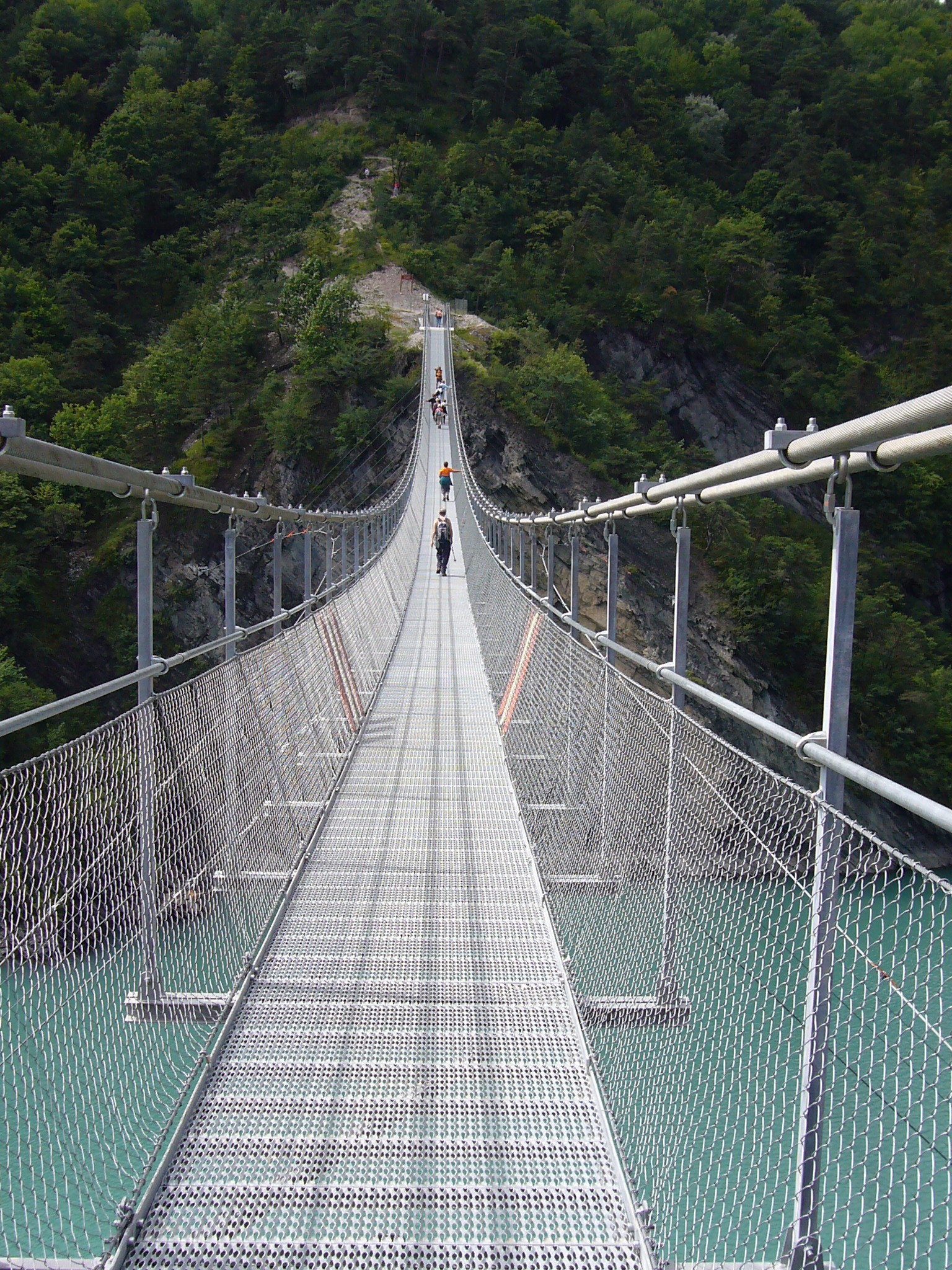
Puente del río Drac en Lac de Monteynard-Avignonet
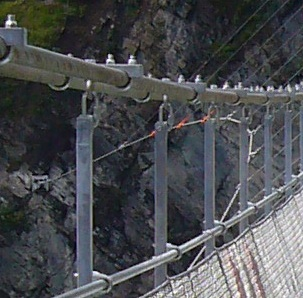
Primer plano del puente del Drac, mostrando cables estabilizadores